# 大島りこ
大島 りこ（おおしま りこ、1989年11月11日 - ）は、日本のAV女優。
BKプロモーション所属。2010年、AVデビュー。

## 作品

### アダルトビデオ
2010年
- 射精コーディネーター 第一級（2月18日、SODクリエイト）
- 素人娘、お貸しします。VOL.21（2月19日、プレステージ）…大島理子で出演
- その涙の理由を教えてください…（3月18日、SODクリエイト）大島りこ（太田理沙子）